# VV Hoogeveen
De voetbalvereniging Hoogeveen is een Nederlandse amateurvoetbalvereniging uit Hoogeveen in de provincie Drenthe. De vereniging werd opgericht op 29 april 1930. VV Hoogeveen heeft ongeveer 800 leden en speelt de thuiswedstrijden sinds 1969 op het Bentinckspark. De club kent zowel een zaterdag- als zondagafdeling alsmede een futsal-afdeling en een vrouwenvoetbalafdeling.

## Historie
In 1930 gingen verschillende kleinere voetbalverenigingen in Hoogeveen samen verder als Hoogeveense Boys, actief in het zondagvoetbal, vanaf 1943 ging deze vereniging verder onder de naam VV Hoogeveen.
Na vele promoties was dit ook de tijd dat de vereniging zich nestelde in de top van het amateurvoetbal. In 1974 promoveerde het voor het eerst naar de toen pas gevormde Hoofdklasse. Het grootste succes volgde in 1978, toen Hoogeveen kampioen bij de zondagamateurs werd.
28 mei 2023 volgde een nieuw hoogtepunt, toen het eerste zondagelftal kampioen werd van de Vierde Divisie en voor het eerst in de clubhistorie promoveerde naar de Derde Divisie. In datzelfde seizoen promoveerde het eerste zaterdagelftal voor het eerst naar de Tweede klasse, door in de finale van de nacompetitie Zuidhorn met 0-1 te verslaan.

## Accommodatie
Stadion
VV Hoogeveen speelde tot 1969 haar wedstrijden in het Spaarbankbos, net over het spoor in de gemeente Ruinen. In het door christelijke partijen gedomineerde Hoogeveen was zondagvoetbal verboden. Toen in de jaren 60 het Bentinckspark gereed kwam kreeg VV Hoogeveen een plaats binnen de gemeente zelf, gelegen op een ruime kilometer van het stadscentrum. Tot 2011 stond hier een klein stadion dat plaats bood aan ruim 8.000 toeschouwers (475 overdekte zitplaatsen, 2.000 overdekte staanplaatsen en 5.750 onoverdekte staanplaatsen). Vanaf 2012 is hier een nieuw complex geopend. Naast 500 overdekte zitplaatsen en 500 overdekte staanplaatsen zijn hier 5000 onoverdekte staanplaatsen en een kantine, businessruimte en bestuursruimte met zicht op het veld. Het veld is door de FIFA goedgekeurd kunstgras en beschikt over een lichtinstallatie.
Speelvelden
Naast haar 'stadion', beschikt de vv Hoogeveen over een jeugdstadion met kunstgras (jeugdveld) met daarbij 1000 staanplaatsen, één kunstgrasveld met verlichting, één grasveld en een extra jeugdveld (gras).

## Support
Businessclub
De Businessclub Hoogeveen is in 1993 opgericht, om meer steun te verlenen aan de ontplooiing van amateurvoetbal als recreatie- en prestatiesport. Bovendien heeft de stichting zich in de loop der jaren ontwikkelt tot een platform waar ondernemers de kans krijgen om elkaar te ontmoeten. Met ongeveer 130 leden is het een van de grootste en meest actieve businessclubs uit het noorden.
De Businessclub heeft zich nu ook gericht op het bevorderen van de onderlinge contacten tussen ondernemers, vrije beroepsbeoefenaars, bestuurders en eenieder die in het kader van zijn of haar functie op enigerlei wijze met het bedrijfsleven in Hoogeveen en wijde omgeving van doen heeft.
Jaarlijks worden er zo’n drie tot vier grootschalige, actieve evenementen georganiseerd waarbij de deelnemers elkaar kunnen ontmoeten.
Supportersvereniging
De Supportersvereniging is opgericht op 6 januari 1949 en was daarmee de eerste supportersvereniging in Drenthe. De vereniging heeft bijna 400 leden en is daarmee de grootste van Drenthe.
De vereniging kent een groot aantal activiteiten, zo zorgt men bij de thuiswedstrijden voor de verkoop van entreekaartjes, programmaboekjes en loten. Tevens organiseert men regelmatig een bingo. Hoogtepunt is de bingo tijdens de Drentse Fietsvierdaagse. Jaarlijks terugkerende activiteiten zijn verder: klootschieten (oudejaarsdag), een darttoernooi tijdens de winterstop, een fietstocht met na afloop een barbecue en een feestavond samen met de Vriendenclub.
Toeschouwers

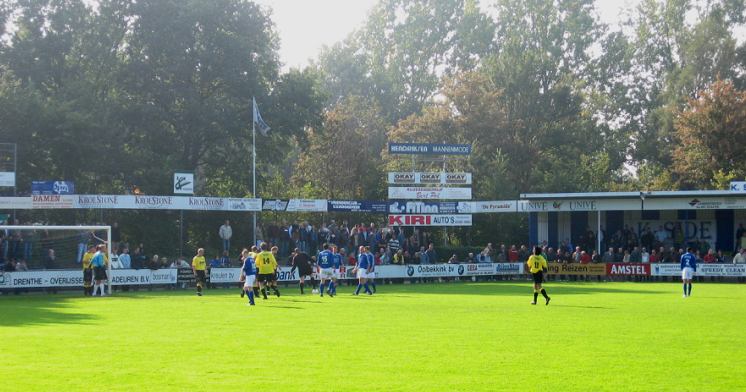
Een thuiswedstrijd in 2007

Gemiddeld aantal toeschouwers bij thuiswedstrijden
Seizoen 2002-2003: 528 (Hoofdklasse)
Seizoen 2003-2004: 554 (Hoofdklasse)
Seizoen 2004-2005: 458 (Hoofdklasse)
Seizoen 2005-2006: 475 (1e klasse)
Seizoen 2006-2007: 400 (1e klasse)
Seizoen 2007-2008: 535 (1e klasse)
Seizoen 2008-2009: 480 (1e klasse)
Seizoen 2009-2010: 445 (1e klasse)
Seizoen 2010-2011: 473 (Hoofdklasse)
Seizoen 2011-2012: 380 (Hoofdklasse)
Seizoen 2012-2013: 355 (Hoofdklasse)
Seizoen 2013-2014: 345 (Hoofdklasse)
Seizoen 2014-2015: 370 (1e Klasse - stand april 2015)

## Standaardelftallen

### Zaterdag
Het zaterdag standaardelftal promoveerde in 2013/14 via nacompetitie uit de Vijfde klasse en speelde in 2014/15 in de Vierde klasse. In het seizoen 2015/16 speelt het team nog een niveau hoger, namelijk in de Derde klasse, waarop het op het einde van het seizoen weer degradeerde. In 2016/17 promoveerde het weer naar de Derde klasse. In het seizoen 2022/2023 volgde promotie naar de Tweede klasse. Daar moest het na een jaar een stap terugdoen. 

#### Promotie/degradatie
2012: start in vijfde klasse
2014: promotie naar vierde klasse
2015: promotie naar derde klasse
2016: degradatie naar vierde klasse
2017: promotie naar derde klasse
2023: promotie naar tweede klasse
2024: degradatie naar derde klasse

#### Competitieresultaten 1974–heden
| 8 4D |

| 9 4D |

| 5 4D |

| 10 4D |

| 10 4D |

| 5 4D |

| 1 4D |

| 5 3B |

| 9 3B |

|  |

|  |

|  |

| 1 7A |

|  |

|  |

|  |

|  |

|  |

| 2 5D |

| 3 5D |

| 2 4D |

| 13 3D |

| 2 4D |

| 4 3D |

| 4 3D |

| -- 3D |

| -- 3D |

| 4 3D |

| 2 3D |

| 11 J |

| Tweede klasse | Derde klasse | Vierde klasse | Vijfde klasse | Zevende klasse |

### Zondag
Het zondag standaardelftal speelt in het seizoen 2023-2024 in de landelijke Derde Divisie.

#### Erelijst

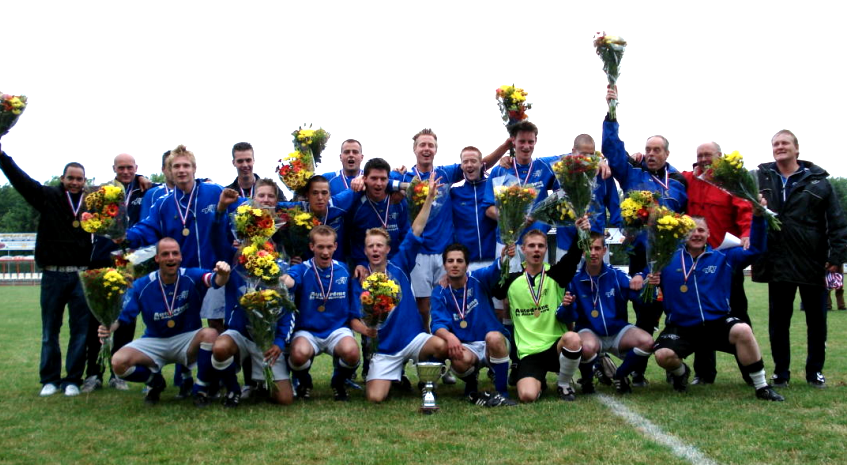
De viering van de winst van de Noordelijke Districtsbeker in 2008

kampioen Zondagamateurs: 1978
kampioen Hoofdklasse: 1978
kampioen Vierde Divisie A: 2023
winnaar Noordelijke districtsbeker: 1973, 2008
Het prestigieuze Protos/Weering Zaalvoetbaltoernooi (Drenthe - Overijssel, 100 deelnemers) is door vv Hoogeveen ook meermalen gewonnen (1980, 1999, 2001, 2010, 2012, 2020, 2023).

#### Promotie/degradatie
1931: promotie naar 1e klasse Noordelijke VB
1935: promotie naar Derde klasse
1939: degradatie naar Vierde klasse
1943: degradatie naar de Drentse Voetbalbond
1949: promotie naar 4e klasse
1951: promotie naar 3e klasse
1954: degradatie naar 4e klasse
1960: promotie naar 3e klasse
1966: promotie naar Tweede klasse
1973: promotie naar Eerste klasse
1974: promotie naar Hoofdklasse
1982: degradatie 1e klasse
1984: promotie Hoofdklasse
1991: degradatie 1e klasse
1994: degradatie 2e klasse
1996: promotie 1e klasse
1997: promotie Hoofdklasse
1998: degradatie 1e klasse
1999: degradatie 2e klasse
2000: promotie 1e klasse
2001: promotie Hoofdklasse
2005: degradatie 1e klasse
2010: promotie Hoofdklasse
2014: degradatie 1e klasse
2018: promotie naar Hoofdklasse (huidige Vierde divisie)
2023: promotie naar Derde divisie
2024: degradatie naar Vierde divisie
2025: promotie naar Derde divisie

#### Competitieresultaten 1950-heden
| 3 4B |

| 1 4B |

| 11 3C |

| 12 3C |

| 5 4C |

| 6 4C |

| 6 4C |

| 7 4F |

| 7 4F |

| 5 4F |

| 1 4F |

| 6 3C |

| 6 3C |

| 5 3C |

| 8 3C |

| 2 3C |

| 1 3C |

| 2 2B |

| 8 2B |

| 3 2B |

| 5 2B |

| 2 2B |

| 2 2A |

| 3 2A |

| 1 2A |

| 1 1C |

| 10 B |

| 4 B |

| 1 B |

| 5 B |

| 6 B |

| 11 B |

| 14 B |

| 4 1C |

| 1 1C |

| 12 B |

| 5 B |

| 6 B |

| 3 B |

| 3 B |

| 2 B |

| 12 B |

| 3 1C |

| 4 1C |

| 11 1C |

| 3 2B |

| 1 2B |

| 1 1F |

| 13 C |

| 10 1F |

| 1 2K |

| 1 1F |

| 9 C |

| 10 C |

| 12 C |

| 13 C |

| 7 1F |

| 3 1F |

| 7 1F |

| 5 1F |

| 2 1F |

| 10 C |

| 12 C |

| 12 C |

| 12 C |

| 2 1F |

| 6 1F |

| 3 1F |

| 1 1F |

| 2 |

| -- |

| -- |

| 3 |

| 1 |

| 16 A |

| 1 D |

| Derde Divisie | Hoofdklasse/4e divisie | Eerste klasse | Tweede klasse | Derde klasse | Vierde klasse |

In elke staaf van de grafiek staat van boven naar beneden vermeld: 
- Eindnotering

Dit is de positie die de club heeft bereikt in de competitie, zonder eventuele beslissings-, play-off- of nacompetitiewedstrijden die nodig zijn geweest om bijvoorbeeld de kampioen van de competitie te bepalen.
Indien een * achter het getal staat is de notering een tussenstand en kan het zijn dat de notering niet overeenkomt met de uiteindelijke eindstand van de competitie.
Staat er een - dan is het seizoen nog bezig en is er geen definitieve uitslag bekend.
Staat er xx op de positie van de notering, dan heeft de club vroegtijdig de competitie verlaten. Dit kan onder andere komen door terugtrekking van het team, faillissement van de club of door een uitgedeelde straf van de KNVB. In veel gevallen staat elders in het artikel de reden vermeld.
Staat er een ? dan is het resultaat uit het verleden onbekend, en is alleen de competitie of het niveau bekend van dat seizoen.
In de seizoenen 2019/20 en 2020/21 werd wegens de coronacrisis het amateurvoetbal afgebroken. Daardoor kennen deze staven geen eindklassering (middels -- weergegeven).
- Competitieniveau en afdelingsletter of Officiële eindstand Eredivisie
  - Competitieniveau en afdelingsletter

Hierbij geeft het getal het niveau weer, dat ook terug te vinden is in de legenda. De letter is de afdelingsaanduiding en wordt gebruikt wanneer er meer afdelingen zijn op hetzelfde niveau. De afdelingsletter is altijd een hoofdletter en wordt meestal zonder nummer gebruikt.
Voorbeeld: 2F is niveau 2e klasse competitie F.
Het competitieniveau en nummer wordt niet vermeld wanneer er slechts één competitie van dit niveau was.
  - Officiële eindstand Eredivisie (getal staat tussen haakjes vermeld)

Sinds de introductie van play-offwedstrijden voor Europees voetbal na afloop van de reguliere competitie in 2005/06, is de KNVB verplicht een eindstand van de Eredivisie door te geven aan de UEFA aan de hand van deze play-offwedstrijden.
Bij deze eindstand staan clubs die zich hebben gekwalificeerd voor Europees voetbal hoger dan clubs die zich niet wisten te kwalificeren. Indien er geen verschil was tussen de eindnotering en de officiële eindstand, staat dit getal niet vermeld.

- Onderafdeling

Hier staat afgekort de naam van de onderafdeling indien de club in dat jaar in een onderafdeling uitkwam. Tevens staat deze afkorting in de legenda en wordt gelinkt naar het artikel over deze onderafdeling. Deze afkorting wordt alleen vermeld wanneer de club in het verleden in verschillende onderafdelingen heeft gespeeld. Deze vermelding is in de staaf altijd in kleine letters. Deze onderafdelingen zijn na het seizoen 1995/96 afgeschaft. Heeft de club in slechts één onderafdeling gespeeld, dan is dit alleen terug te vinden in de legenda.
Onder de staaf staat het jaartal vermeld waarin het seizoen is afgesloten. 15 verwijst naar het seizoen 2014/15 of eventueel het seizoen 1914/15.
Wanneer een staaf leeg is, zijn deze gegevens niet bekend. Het kan ook zijn dat de club dat seizoen niet heeft meegespeeld op het hogere amateurniveau, vroegtijdig de competitie heeft verlaten of uit de competitie is gezet.

In het seizoen 1944/45 was er wegens de Tweede Wereldoorlog geen regulier competitievoetbal.

#### vv Hoogeveen in de KNVB Beker
Dit schema laat de resultaten zien van Hoogeveen tegen profclubs in de KNVB Beker.
| Seizoen | Ronde    | Wedstrijd                   | Uitslag |
| ------- | -------- | --------------------------- | ------- |
| 1973/74 | 1e ronde | Hoogeveen - SBV Vitesse     | 1-4     |
| 1989/90 | 1e ronde | Hoogeveen - RBC Roosendaal  | 1-2     |
| 1990/91 | 1e ronde | Hoogeveen - BV Emmen        | 0-3     |
| 2002/03 | Groep 18 | Hoogeveen - Go Ahead Eagles | 0-10    |
| 2002/03 | Groep 18 | Hoogeveen - BV Emmen        | 0-2     |

## Bekende (oud-)spelers
- Emil Bijlsma

SC Elim · SV HODO · VV Hollandscheveld · VV Hoogeveen · HZVV · VV Noordscheschut · SV Pesse · SCN · VV Tiendeveen · VV de Weide